# تريميثوبريم
تريميتوبريم (Trimethoprim) ويختصر (TMP) وهو مضاد حيوي يستخدم في علاج التهابات الجهاز البولي. وتشمل الاستخدامات الأخرى لالتهابات الأذن الوسطى وإسهال المسافرين. مع تريميثوبريم/سلفاميثوكسازول أو دابسون يمكن استخدامه لذات الرئة بالمتكيسة الجؤجؤية في الاشخاص الذين يعانون من فيروس نقص المناعة البشرية/الإيدز. يؤخذ عن طريق الفم
يعمل التريميثوبريم على منع تكوين حمض الفوليك (Folic Acid) مما يوقف عملية نمو وتكاثر الجراثيم، إلا أن تاثيره ضعيف وحده، لذا يستخدم عادة مع علاج السلفاميثوكسزول.

## الاستعمال الطبي
فهو يستخدم في المقام الأول في علاج التهابات المسالك البولية، رغم أنها يمكن أن تستخدم لمكافحة أي أعراض لأنواع البكتيرية الهوائية. يستخدم العلاج (وحده) عادة لعلاج بعض أنواع عدوى المثانة.
- التهاب القصبات الحاد والمزمن.
- الإنتانات المزمنة والوقاية. قد يستخدم في استخدامات أخرى يحددها الطبيب.

### كو - تريموكسازول
كان التريميثوبريم شائع (من 1969-1980 في المملكة المتحدة)مستخدم في 1 : 5 كخليط مع سلفاميثوكسازول، يمنع تكوين حمض الفوليك (Folic Acid) مما يوقف عملية نمو وتكاثر الجراثيم، السلفوناميد المضاد الحيوي، الذي يعوق الخطوة الأولى في مسار تخليق حمض الفوليك. هذا الجمع، معروف أيضا باسم كوتريموكسازول، TMP-السلفا، أو TMP-SMX

## مضادات الاستطباب
- الحثل الدموي.
- الاضطرابات الدموية الخطيرة (خاصة فقر الدم ضخم الأرومات الناتج عن عوز الفولات).

## الآثار الجانبية
- اضطرابات معدية معوية (غثيان، قيء).
- حكة، طفح.
- فرط بوتاسيوم الدم.
- تثبيط في تكون الدم.
- نادراً: حمامي متعددة الأشكال، تنخر بشروي سمي، حساسية ضوئية وردود فعل تحسسية أخرى (وذمة وعائية، تأق).[10]

## تحذيرات
- القصور الكلوي (يجب ألا يعطى في حالات القصور الكلوي الشديد إلا لدى مراقبة تراكيز الدواء البلازمية).
- القصور الكبدي الشديد.
- البرفيرية.
- الأهبة لعوز الفولات.
- المسنون.
- الحمل (تجنب الاستخدام).
- الإرضاع.
- حديثو الولادة (جب أن يتم الاستخدام تحت إشراف اخصائي).[11]
- توجيه المرضى اللذين يستعملون الدواء بصورة مطولة إلى ضرورة طلب المساعدة الطبية الفورية لدى ظهور أعرض مثل: حمى، تقرح حلق، طفح، قرحات فموية، تكدم أو نزف.
- إجراء تعداد دموي أثناء المعالجة (خاصة المطولة).

## التخزين
يحفظ العلاج في درجة حرارة الغرفة ( 15 -30 درجة مئوية) بعيداً عن الرطوبة والحرارة و الضوء.